# Rob Minkoff
Robert R. "Rob" Minkoff (nascido em 11 de agosto de 1962) é um cineasta americano. Ele é conhecido por dirigir o o famoso filme da Disney, O Rei Leão (juntamente com Roger Allers).

## Primeiros anos
Minkoff nasceu em Palo Alto, Califórnia. Ele estudou na Palo Alto (High School e graduou-se na California Institute of the Arts, no início da década de 1980, no Departamento de Personagens de Animação. Enquanto ele estava na CalArts, ele foi contratado pela Walt Disney Animation Studios, em 1983, como um artista para The Black Cauldron (1985). Ele foi, então, supervisor de animação para The Great Mouse Detective (1986), antes de ser um designer de personagens para The Brave Little Toaster (1987). Ele também escreveu a canção "Good Company" de Oliver & Company (1988), antes de se tornar um animador de personagens para A Pequena Sereia (1989). Em seguida, ele se tornou um diretor para os dois curtas de Roger Rabbit chamados Tummy Trouble (1989) e a Roller Coaster Rabbit (1990) e foi parte da equipe de desenvolvimento do roteiro de Beauty and the Beast (1991). Ele também dirigiu um curta de Mickey Mouse, que foi exibido no Disney-MGM Studios chamado Mickey's Audition (1992).

## Carreira
Minkoff conseguiu sua grande chance quando ele dirigiu para a Walt Disney Animation Studios O Rei Leão (1994), ao lado de Roger Allers. Desde então, ele também dirigiu o seu primeiro filme live-action O Pequeno Stuart Little (1999), e Stuart Little 2 (2002), que eram uma mistura de live-action e animação por computador e depois alguns filmes totalmente em live-actions como A Mansão Assombrada (2003), O Reino Proibido (2008) e Flypaper (2011).
Ele também participa como membro do júri para a NYICFF, no Festival de Cinema da Cidade de Nova York dedicado a triagem de filmes para crianças com idades entre 3 a 18 anos.
Ele dirigiu o filme de animação digital da DreamWorks Animation, Mr. Peabody & Sherman. Ele também foi chamado para dirigir o filme de fantasia e aventura Chinese Odyssey. Ele está produzindo o filme Blazing Samurai, uma animação inspirada em Blazing Saddles previsto para ser lançado em 2017.

## Vida pessoal
Minkoff se casou com Cristal Kung em 29 de setembro de 2007. Eles se conheceram em 2003, em uma festa no escritório de Minkoff. Kung é a 76º-geração descendente de Confúcio, e tem um irmão, Jeffrey Kung, um cantor chinês. VJ. Minkoff é Judeu.
Em 2012, Minkoff e sua esposa tiveram um filho.

## Filmografia

### Diretor
- Tummy Trouble (1989)
- Roller Coaster Rabbit (1990)
- O Rei Leão (1994)
- Stuart Little (1999)
- Stuart Little 2 (2002) (também produtor executivo)
- A Mansão Assombrada (2003) (também produtor executivo)
- O Reino Proibido (2008)
- Leverage (2009) (1 episódio)
- Aftermath (2010) (episódios desconhecidos, também produtor)
- Flypaper (2011)
- Mr. Peabody & Sherman (2014)[3][4][4] (também dublador)
- Chinese Odyssey (TBA) (também produtor)[4]
- Blazing Samurai (2022)

### Produtor
- Trail Mix-Up (1993)
- Stuart Little (2003)
- Mr. Peabody and Sherman Mostrar (2015-presente) (produtor executivo)
- Blazing Samurai (2017)
- Wolf Totem (TBA) [10]
- Slkworms (TBA)[10]

### Escritor
- Oliver & Company (1988) (música/letra: "Good Company)
- Tummy Trouble (1989) (história)
- Trail Mix-Up (1993) (história)
- A Bela e a Fera (1991) (pré-produção, desenvolvimento do roteiro)

### Animador
- The Black Cauldron (1985)
- The Great Mouse Detective (1986)
- Sport Goofy in Soccermania (1987)
- Histórias incríveis (1987) (1 episódio)
- O Pequeno E Valente Torradeira (1987)
- Technological Threat (1988)
- A Pequena Sereia (1989)